# Arnolds Helmanis
Arnolds Helmanis (Liepāja, 8 febbraio 1992) è un cestista lettone.

## Palmarès
- Campionato lettone: 3

VEF Rīga: 2016-2017, 2019-2020, 2020-2021